# CROWNinc

CROWNinc新聞首頁

CROWNinc是臺灣一個網路報導平台，於2009年6月6日開站，由李宗翰（King Lee）所創立，其標誌為呈現數位化，所以標誌中的Digital的英文字母a用＠代替。其網站報導國內外街頭潮流、音樂、電影等相關資訊，主要導向臺灣街頭文化的服飾與流行剖析。其創辦人透過聯合報專訪時表示，目的在於服務喜愛潮流文化的年輕人，也希望透過該網站讓流行、文化、藝術、時尚…等多面向元素融入日常生活之中。
當時建立者觀查網路發展，創辦人認為數位化與電子書乃未來趨勢，紙本雜誌終有削弱的隱憂，故毅然決然成立網站。在Alexa的統計中，CROWNinc臺灣潮流媒體高瀏覽率的網站之一。

## 站內重要記事
- 2009年12月12日 - 與日本品牌Devilock（英语：Devilock）十三週年活動協辦線上媒體單位。
- 2010年12月 - 專訪國際知名當代藝術家KAWS（英语：KAWS (artist)）。
- 2011年1月 - 與周杰倫旗下品牌PHANTACi合作架設青蜂俠The Greenhornet電影宣傳網站。[2]
- 2011年2月 - 與眾多服飾品牌舉辦「2011年聯合品牌福袋活動」，集結臺灣知名藝人黃鴻升之AES等共24家品牌參與活動。[3][4]
- 2011年2月 - 與Kaikai Kiki Gallery Taipei藝廊合作，獨家報導日本藝術家村上隆來台開展的版畫展。
- 2011年3月 - 專訪Levi's首席設計師以及五月天阿信旗下品牌STAYREAL主理人不二良。[5]
- 2011年4月 - 受運動品牌愛迪達邀請合作影音報導於台北統一阪急百貨舉辦的「adidas is all in」派對。
- 2011年5月 - 運動品牌耐吉合作「2011 Playoffs」季後賽鞋專題報導。
- 2011年5月 - 成為台灣潮流品牌Under Peace五週年記者會指定線上媒體、協辦單位。
- 2011年7月 - 與中國大陸潮流雜誌1626共同宣布成立聯播網。[6]
- 2011年8月 - 宣布與新浪網旗下子公司新浪台灣合作新聞聯播，並合作新浪微博部分在台推廣事務。[7]
- 2011年9月 - 與1626.com於中國廣州共同舉辦第二屆Miss Necoco選拔賽。
- 2011年10月 - 與新浪微博、ATT 4 FUN百貨、陳冠希旗下品牌CLOT、迪士尼潮流服飾專櫃Man Is In The Forest Taipei舉辦全球網路開幕直播，除一日店長陳冠希本人到場外，亦有知名藝人黃子佼作為主持人。[8]
- 2012年1月5日 - 旗下購物網站GoodGoodMall線上潮流商城開幕。主打台灣潮流品牌全球配送服務。[9]
- 2012年3月1日 - 雜誌網站CROWNinc.com.tw改版至3.0版本並使用最新HTML5語言，推出行動版網站以及iOS Web-App以針對智慧型手機最適化。支援iOS、Android、Blackberry、Samsung Bada以及Windows Phone等系統最適化瀏覽。
- 2012年3月19日 - 啟用CROWNinc.tw新網域。
- 2012年3月26日 - 與Flipboard合作，其潮流新聞內建收錄於中國大陸、香港以及台灣版本的「時尚」分類之中。[10]
- 2012年3月30日 - 於iOS平台推出專屬行動裝置應用程式。成為台灣本土第一個推出行動應用程式的潮流媒體。[11]

CROWNinc iOS版本

## 發音
由於CROWNinc來自於英文之Crown（皇冠）以及Incorporation（股份有限公司）的英文縮寫Inc.合併而成。所以許多人以Crown Inc或Crown來稱呼CROWNinc，但其實本意為特殊的商標註冊字，正確發音以國際音標標音發音為 /krou-ningk/ 。

## 外部連結
- CROWNinc優質潮流生活雜誌
- GoodGoodMall潮流商城